# Campeonato nacional de Estados Unidos 1932
Lista de los campeones del Campeonato nacional de Estados Unidos de 1932:

## Senior

### Individuales masculinos
Ellsworth Vines vence a  Henri Cochet, 6–4, 6–4, 6–4

### Individuales femeninos
Helen Jacobs vence a  Carolin Babcock Stark, 6–2, 6–2

### Dobles masculinos
Ellsworth Vines /  Keith Gledhill vencen a  Wilmer Allison /  John Van Ryn, 6–4, 6–3, 6–2

### Dobles femeninos
Helen Jacobs /  Sarah Palfrey Cooke vencen a  Marjorie Morrill Painter /  Alice Marble, 8–6, 6–1

### Dobles mixto
Sarah Palfrey Cooke /  Fred Perry vencen a  Helen Jacobs /  Ellsworth Vines, 6–3, 7–5 
| Predecesor: 1931                         | Campeonato nacional de Estados Unidos 1932 | Sucesor: 1933                         |
| Predecesor: Campeonato de Wimbledon 1932 | Grand Slam 1932                            | Sucesor: Campeonato de Australia 1933 |

- Datos: Q2410146